# Sin tu mirada
Sin tu mirada é uma telenovela mexicana produzida por Ignacio Sada Madero para a Televisa e foi exibida pelo Las Estrellas de 13 de novembro de 2017 a 15 de abril de 2018, substituindo El vuelo de la victoria e sendo substituída por Y mañana será otro día.
É uma adaptação de Gabriela Ortigoza da telenovela venezuelana Esmeralda, escrita por Delia Fiallo, produzida pela Venevisión em 1970.
Protagonizada por Claudia Martín, Osvaldo de León e Juan Martín Jáuregui e antagonizada por Luz Elena González, Eduardo Santamarina, Carlos de la Mota, Scarlet Gruber e Candela Márquez e com atuações estrelares de Claudia Ramírez e Emmanuel Orenday e das primeiras atrizes Ana Martín, Cecilia Toussaint e Luis Bayardo,

## Enredo
Em uma noite de tempestade, nasce a bela Marina aparentemente sem vida. A bebê é recebida por Damiana, a parteira da cidade que, algumas horas antes, fez o parto de uma mulher que não resistiu e faleceu, mas que chegou a dar a luz a um menino sano, agora sozinho. Don Luis, o pai de Marina, desde que se casou com Prudencía, vive empenhado em ter um filho homem, seu tão esperado herdeiro que dará continuidade ao sobrenome Ocaranza.
Desafortunadamente, Prudencia acaba impossibilitada de engravidar novamente, situação que incentiva sua babá, Angustias, a convencer Damiana de beneficiar a família e o bebê que ficou órfão, fazendo o menino passar por legítimo filho de Prudencia e Luis. É assim que Luis Alberto, o grande orgulho de Don Luis, cresce em berço de ouro e viaja ao exterior para estudar medicina.
Marina milagrosamente sobrevive e cresce feliz e rodada da natureza ao lado de Damiana, quem a ensina a conhecer o mundo de maneira diferente, já que Marina é cega. O jeito alegre, fresco e independente de Marina conquista o carinho de todos que a conhecem. Na vida da jovem, chega o doutor Isauro, que fascinado por sua beleza interna e física, decide ser seu protetor. O primeiro passo de Isauro é ensinar Marina a ler e escrever em braile, a convertendo em uma grande leitora. Posteriormente, Isauro treina Marina como assistente para seu consultório médico. Um acidente provoca que a vivenda de Damiana arda em chamas com Marina dentro. Isauro, sem pensar, entra ao local para salvar a cega e seu rosto acaba desfigurado. O amável, gentil e educado doutor Isauro, a partir desse momento, se converte em um homem ressentido e egoísta, que só se interessa pela companhia de Marina.
Os Ocaranza regressam ao rancho. Prudencia pede que sua babá encontre o túmulo de sua filha. Angustias localiza Damiana, mas esta se nega a confessar a verdade. No passado, quando ela quis contar que a menina não morreu, eles já haviam ido embora e Damiana não acha justo entregar Marina vinte anos depois.
Marina tem um grande amigo chamado Toribio, um senhor de problemas mentais com espirito de um menino de oito anos. Toribio a adora e sempre foi seu companheiro de brincadeiras. Em um desses dias divertidos para ambos, Marina e Toribio se assustam ao escutar um tiro. Toribio foge e se esconde, mas Marina cruza com Luis Alberto e o acusa de tentar machucar os animais da floresta. Alberto fica impressionado com a jovem e tenta se aproximar, mas Marina não permite. Os dias passam e quando eles voltam a se encontrar, Alberto promete que nunca mais tocará em uma arma.
Um belo sentimento que nenhum dos dois conhecia cresce entre Marina e Alberto. A atração é tão intensa que em um acidente que os aproxima, se beijam nos lábios e com a alma. Alberto se sente culpado, já que é namorado de Vanessa há anos. Se desculpa com Marina, diz que foi um erro e se despede. Marina não entende que para Alberto seja um erro o que, para ela, foi o mais bonito que a aconteceu.
Alberto tenta continuar sua vida, mas Marina roubou seu coração. Alberto decide então terminar sua relação com Vanessa, o que ela não aceita, mais pressionada por Susana, sua mãe, que por seus desejos. O matrimônio de Alberto e Vanessa é esperado e exigido por ambas famílias. Os pais de Alberto rejeitam a ideia de que seu filho se envolva com uma cega, a quem maltratam e humilham ao considera-la uma golpista, mas o amor de Alberto e Marina é imenso e eles se casam as escondidas para só depois, Alberto apresentar Marina como sua esposa. O conflito é tão grande que Damiana revela a troca dos bebês. Don Luis se nega a acreditar que tem uma filha cega e a rejeita. Enquanto Vanessa, ao se desfazer do relacionamento com Alberto, conhece e se envolve amorosamente com Paulino, um peão da fazenda. O romance entre Paulino e Vanessa passará por inúmeros conflitos, devido à rejeição do romance por ambas famílias, principalmente por parte de Susana, devido à grande diferença de classe social entre eles.
Ao se inteirar do casamento de Marina e Alberto, Isauro, furioso, reclama a Marina que ela o pertence porque ele sempre a amou, a cuidou e a educou. Isauro mostra como seu rosto ficou desfigurado após ele salvar Marina, o que a impressiona fortemente. O doutor dopa Marina com um sonífero usando o pretexto de que ela precisa se  tranquilizar, mas na realidade, sua intenção é parecer que Marina foi sua mulher. Pouco depois, Marina descobre que está grávida, dá a notícia a Alberto e ambos ficam com a dúvida sobre a paternidade do bebê. Alberto não quer como filho o fruto de uma violação. Marina sofre, mas eles se divorciam e cada um segue sua vida separadamente, mas sem esquecer do amor que os une.
A felicidade volta a Marina quando ela dá a luz a Mateo, o motor que a impulsa a se esforçar mais e mais a cada dia. No hospital aonde trabalha como enfermeira, Marina conhece o doutor Ricardo Bazán, eminência em oftalmologista que a convence a se submeter a uma operação. A cirurgia se realiza com êxito. O primeiro que Marina vê é o sorriso de seu filho. Posteriormente, descobrirá que Alberto estava perto dela o tempo todo, trabalhando no mesmo lugar. Porém, Lucrécia, a nova noiva de Alberto, orquestrará todo tipo de artimanha para evitar que o casal retome sua relação, o que também convém a Ricardo, que está apaixonado por Marina e a pede em casamento. Muitos serão os obstáculos a se vencer, muitos irão se opor a felicidade, mas o amor imenso triunfará ao lado de seu filho Mateo, com ou Sem Teu Olhar. O outro casal, Vanessa e Paulino, também acabam por ficarem juntos para sempre, mas não sem antes terem que enfrentar e superar as muitas barreiras que destruiriam a felicidade de ambos.

## Elenco
- Claudia Martín - Marina Ríos Zepahua / Marina Ocaranza Arzuaga[5][6]
- Osvaldo de León - Luis Alberto Ocaranza Arzuaga / Luis Alberto González Hernández[7][8]
- Juan Martín Jáuregui - Ricardo Bazán Escárcega[9]
- Ana Martín - Angustias Gálvez[10]
- Claudia Ramírez - Prudencia Arzuaga de Ocaranza[11]
- Luz Elena González - Susana Balmaceda Vda. de Villoslada[12]
- Eduardo Santamarina - Don Luis Alberto Ocaranza[13]
- Carlos de la Mota - Isauro Sotero Coronel[14]
- Cecilia Toussaint - Damiana Ríos Zepahua[15]
- Scarlet Gruber - Vanessa Villoslada Balmaceda[16][17]
- Candela Márquez - Lucrecia Zamudio
- Luis Bayardo - Toribio Guzmán[18]
- Ignacio Guadalupe - Baldomero Quezada
- Sergio Reynoso - Margarito Prieto[19]
- Pablo Bracho - Zacarías Barrientos
- Alejandra Jurado - Ramona López
- Emmanuel Orenday - Paulino Prieto Torres[20]
- Ilse Ikeda - Yolanda Prieto Torres
- Edgar Iván Delgado - Erasmo
- Paulina de Labra - Hortensia
- Francisco Avendaño - Fernando Muñoz
- Lourdes Munguía - Cristina
- Óscar Medellín - Erick Muñoz González Baena de Montesinos
- Fernando Robles - Nicanor
- Catalina López - Eulalia Hernández Ortega
- Pilar Padilla - Angustias Gálvez (jovem)
- Christopher Aguilasocho - Luis Alberto Ocaranza (jovem)
- Adriana Llabres - Damiana Ríos Zepahua (jovem)
- Irantzu Herrero - Prudencia Arzuaga de Ocaranza (jovem)
- Frank Medellín - Margarito Prieto (jovem)
- Isela Vega - Dominga Zepahua

## Prêmios e nomeações

### Prêmios TVyNovelas 2018
| Categoría                    | Nominado (a)        | Resultado |
| ---------------------------- | ------------------- | --------- |
| Melhor vilão                 | Eduardo Santamarina | Indicado  |
| Melhor atriz co-protagonista | Claudia Ramírez     | Indicado  |
| Melhor ator co-protagonista  | Carlos de la Mota   | Indicado  |
| Melhor atriz juvenil         | Scarlet Gruber      | Indicado  |
| Melhor ator juvenil          | Emmanuel Orenday    | Indicado  |
| Melhor atriz principal       | Cecilia Toussaint   | Indicado  |
| Melhor ator principal        | Sergio Reynoso      | Indicado  |

## Produção
- As gravações da telenovela começaram no dia 15 de setembro de 2017.
- É uma história original de Delia Fiallo, adaptada por Gabriela Ortigoza baseada na telenovela mexicana de 1997, com o título de Esmeralda.

### Filmagem
- As gravações foram feitas no Valle de Bravo.

### Casting
Em 28 de agosto de 2017, a revista TVyNovelas confirmou Claudia Martín e Osvaldo de León como protagonistas.

## Audiência
| Horário             | # Eps. | Estreia                | Estreia           | Final               | Final           |
| Horário             | # Eps. | Data                   | Primeiro capítulo | Data                | Último capítulo |
| ------------------- | ------ | ---------------------- | ----------------- | ------------------- | --------------- |
| Segunda—Sexta 16h30 | 112    | 13 de novembro de 2017 | 20.43             | 15 de abril de 2018 | 22.03           |

## Versões
- Esmeralda (1970), versão original venezuelana, produzida pela Venevisión e protagonizada por Lupita Ferrer e José Bardina.
- Topacio (1985), segunda adaptação venezuelana, produzida pela RCTV e protagonizada por Grecia Colmenares e Víctor Cámara.
- Esmeralda  (1997), terceira adaptação, produzida no México por Salvador Mejía. Foi dirigida por Beatriz Sheridan, e protagonizada por Leticia Calderón e Fernando Colunga.
- Esmeralda (2004), quarta adaptação, produzida no Brasil pelo SBT em parceria com a Televisa, e protagonizada por Bianca Castanho e Cláudio Lins.